# 哥勒·布律根

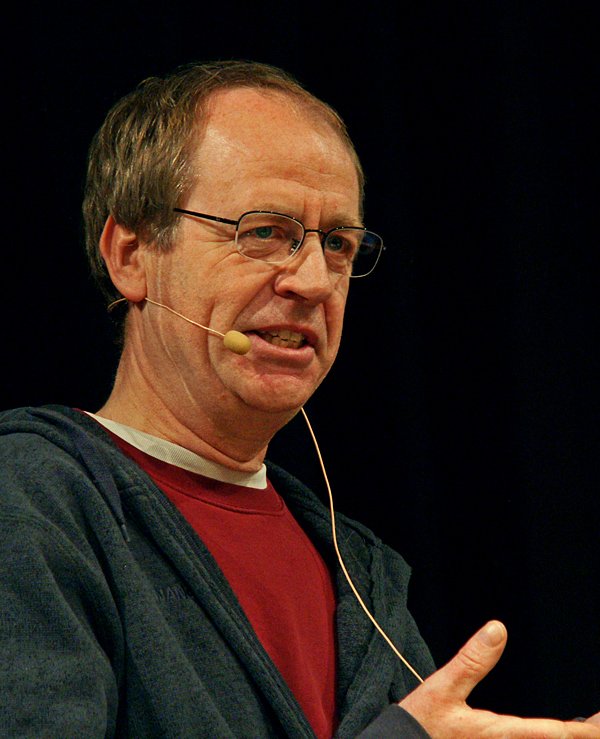
哥勒·布律根 (Kåre Bluitgen）, 2011

哥勒·布律根（Kåre Bluitgen，1959年5月10日—），丹麥作家和記者，其著作包括關於穆罕默德的傳記：《〈古蘭經〉與先知穆罕默德的一生》（Koranen og profeten Muhammeds liv, ISBN 87-638-0049-7），卻因畫家恐懼遭受極端伊斯蘭教徒襲擊，而在插圖工作上遇到困難。丹麥最暢銷的《日德蘭郵報》便因此刊出12幅穆罕默德漫畫，而引起國際風波。